# Simon Ramo
Simon Ramo (* 7. Mai 1913 in Salt Lake City, Utah; † 27. Juni 2016 in Santa Monica, Kalifornien) war ein US-amerikanischer Physiker, Ingenieur und Unternehmer. Er gilt als Vater der Interkontinentalraketen (ICBMs) in den USA.

## Leben
Ramo studierte ab 1929 an der University of Utah Elektrotechnik mit dem Bachelor-Abschluss 1933 und wurde 1936 am Caltech sowohl in Elektrotechnik als auch in Physik promoviert. Danach ging er in die Forschung zu General Electric, wo er in der Mikrowellentechnik und Elektronenmikroskopie arbeitete. Er wurde zu einem führenden Ingenieur in der Mikrowellentechnik und hatte vor seinem 30. Geburtstag schon rund 25 Patente. 1946 ging er als Forschungsdirektor und Vizepräsident zu Hughes Aircraft. Da sich zunehmend Managementprobleme mit Howard Hughes ergaben (was auch der Hauptkunde, die U.S. Air Force, beklagte), verließ er mit Dean Wooldridge (1913–2006) 1953 Hughes Aircraft und gründete die Ramo-Wooldridge Corporation. Von 1954 bis 1958 leitete er erfolgreich den wissenschaftlichen Teil des ICBM-Programms der USA. Als Ramo-Wooldridge 1958 mit Thompson Products zu Thompson-Ramo-Wooldridge (ab 1965 TRW Inc.) fusionierte, wurde er dort Vizepräsident. 1964 bildete Martin Marietta mit TRW die Bunko-Ramo Corporation, mit Ramo als Präsident.
2008 wurde er Professor (Presidential Chair) an der Viterbi School of Engineering der University of Southern California. Er schrieb zahlreiche Bücher, von Mikrowellentechnik über Management bis zu Tennis.
Ramo war Mitglied der National Academy of Sciences, der American Academy of Arts and Sciences (1964), der American Philosophical Society, der American Association for the Advancement of Science und der National Academy of Engineering (die er mit gründete) und Fellow der American Physical Society und des Institute of Electrical and Electronics Engineers (IEEE). 1979 erhielt er die National Medal of Science und 1983 die Presidential Medal of Freedom.
Ramo war verheiratet, hatte zwei Söhne und wohnte in Beverly Hills. Das IEEE vergibt eine Simon Ramo Medal.

## Schriften
- Introduction to Microwaves. McGraw Hill, 1945.
- Fields and Waves in Modern Radio. Wiley, 1944; 2. Auflage. mit John Whinnery, 1953.
- Herausgeber mit Allen Puckett: Guided missile engineering. McGraw Hill, 1959.
- Herausgeber: Peacetime uses of outer space. McGraw Hill, 1961.
- The management of innovative technological corporations. Wiley, 1980.
- The management of innovative technological corporations. McGraw Hill, 1983.
- The Business of Science: Winning and Losing in the High-Tech Age. Hill & Wang Pub, 1988.
- Cure for chaos; fresh solutions to social problems through the systems approach. McKay, 1969.
- America’s technology slip. Wiley, 1980.
- Century of Mismatch. McKay, New York 1970.
- Extraordinary tennis for the ordinary player. 2. Auflage. New York 1977.
- Tennis by Machiavelli. New York 1984.
- mit John R. Whinnery, Theodore Van Duzer: Fields and waves in communication electronics. 3. Auflage. Wiley, 1994.
- Let the robots do the dying. Figueroa Press, Los Angeles 2011.
- To wit. Figueroa Press, Los Angeles 2011.
- Tales from the Top. Figueroa Press, Los Angeles 2011.
- Meetings, meetings and more meetings. Getting things done when people are involved. Bonus Books, Los Angeles 2005.
- mit Ronald Sugar: Strategic business forecasting. A structured approach to shaping the future of your business. McGraw Hill, 2009.